# Барон Хансдон

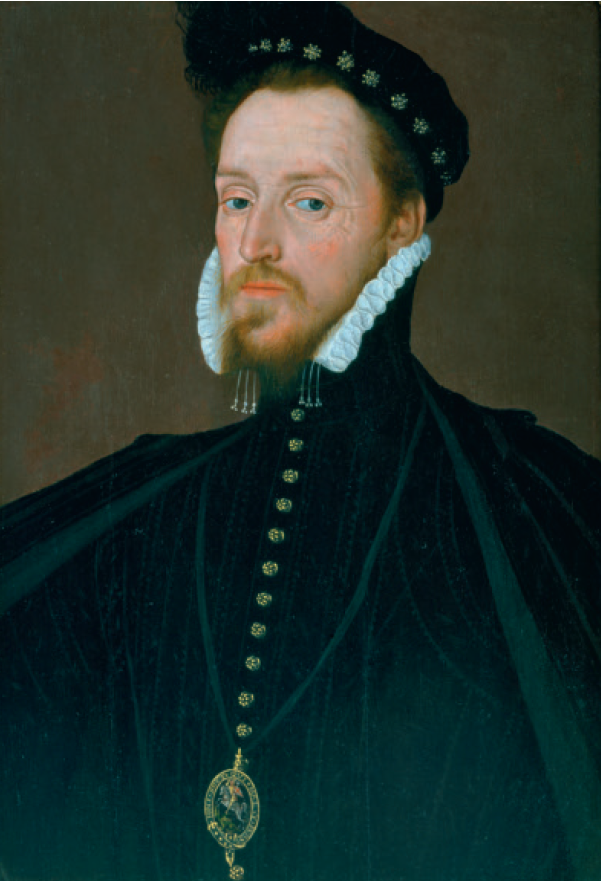
Генри Кэри, 1-й барон Хансдон

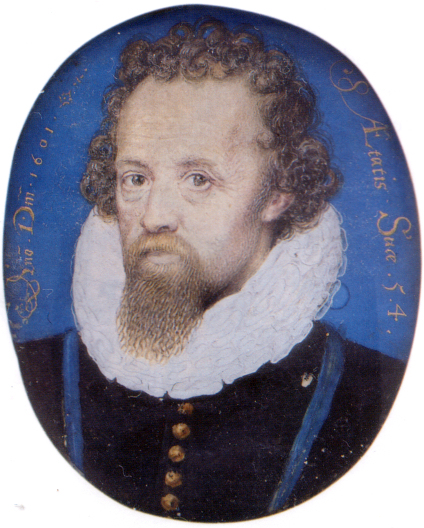
Джордж Кэри, 2-й барон Хансдон

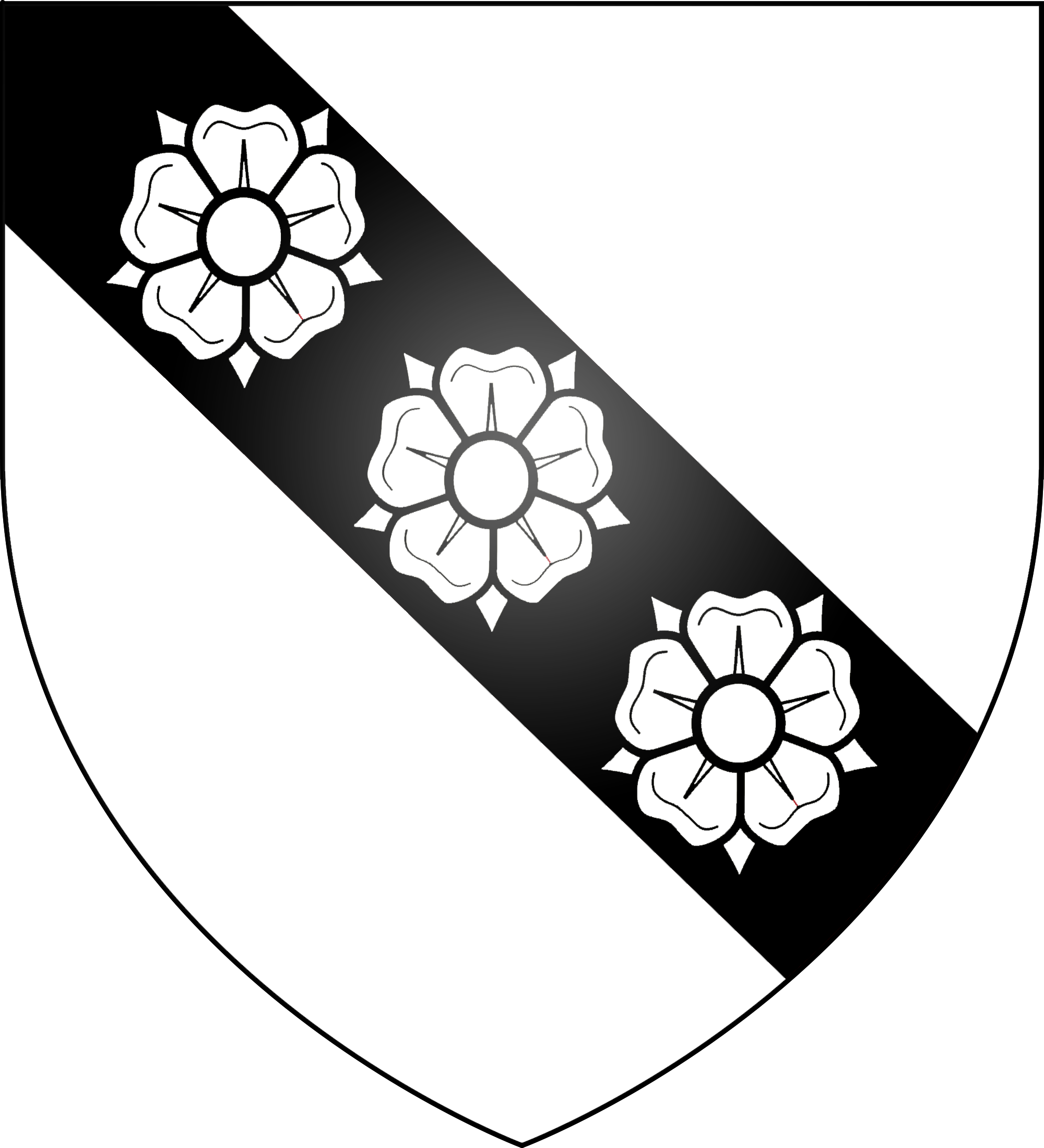
Герб семьи Кэри

Барон Хансдон из Хансдона в графстве Хартфордшир — аристократический титул, созданный дважды в британской истории (1559 год — Пэрство Англии, 1923 год — Пэрство Соединённого королевства).

## История
Впервые титул барона Хансдона был создан 13 января 1559 года в системе Пэрства Англии для военного и придворного Генри Кэри (1526—1596). Его внук, Генри Кэри, 4-й барон Хансдон (ум. 1666), получил титулы виконта Рочфорда в 1621 году и графа Дувра в графстве Кент в 1628 году (Пэрство Англии). Его преемником стал его сын, Джон Кэри, 2-й граф Дувр (1608—1677). Еще в 1640 году при жизни своего отца Джон Кэри был вызван в парламент в качестве барона Хансдона. После его смерти в 1677 году титулы виконта Росфорда и графа Дувра прервались. Баронский титул перешел к его родственнику, Роберту Кэри, 6-му барону Хансдону (ум. 1692). Он был правнуком сэра Эдмунда Кэри, младшего сына 1-го барона Хансдона. После его смерти титул унаследовал его первый кузен, Роберт Кэри, 7-й барон Хансдон (ум. 1702). Он умер неженатым, ему наследовал его двоюродный брат, Уильям Фердинанд Кэри, 8-й барон Хансдон (1684—1765). После смерти последнего в 1765 году баронский титул прекратился.
24 июля 1923 года титул барона Хансдона в системе Пэрства Соединённого королевства был восстановлен для британского предпринимателя, достопочтенного Герберта Гиббса (1854—1935), который был сделан бароном Хансдоном из Хансдона из Браггенса в графстве Хартфордшир. Герберт Гиббс был четвертым сыном Генри Хакса Гиббса, 1-го барона Олденема (1819—1907). Герберт Гиббс был партнером в семейной фирме «Antony Gibbs & Sons», а также был председателем правления Департамента кредитов на общественные работы. В 1908 году Герберт Гиббс приобрел Хансдон-хаус и поместье Браггенс в графстве Хартфордшир. Его преемником стал его сын, Уолтер Дюрант Гиббс, 2-й барон Хансдон (1888—1969). В 1939 году после смерти своего двоюродного брата, Джерарда Гиббса, 3-го барона Олдемена (1879—1939), он унаследовал титул барона Олденема. В настоящее время титулы барона Хандсона и Олдемена едины.

## Бароны Хансдон, первая креация (1559)
- 1559—1596: Генри Кэри, 1-й барон Хансдон (4 марта 1526 — 23 июля 1596), единственный сын сэра Уильяма Кэри (ок. 1500—1528). Капитан почётного корпуса джентльменов (1564—1596), лорд-камергер (1585—1596), лорд-лейтенант Норфолка и лорд-лейтенант Саффолка (1585—1596)[1]
- 1596—1603: Джордж Кэри, 2-й барон Хансдон (1547 — 8 сентября 1603), старший сын предыдущего. Капитан почётного корпуса джентльменов (1596—1603), лорд-лейтенант Хэмпшира (1597—1603), лорд-камергер (1597—1603)[2]
- 1603—1617: Джон Кэри, 3-й барон Хансдон (1563 — 4 апреля 1617), младший брат предыдущего. Депутат Палаты общин Англии от Бакингема (1584, 1589, 1593)[3]
- 1617—1666: Генри Кэри, 4-й барон Хансдон (ок. 1580 — 13 апреля 1666), старший сын предыдущего, граф Дувр с 1628 года[4].

## Графы Дувр (1628)
- 1628—1666: Генри Кэри, 1-й граф Дувр, 4-й барон Хансдон (ок. 1580 — 13 апреля 1666), старший сын Джона Кэри, 3-го барона Хансдона (1563—1617)[4]
- 1666—1677: Джон Кэри, 2-й граф Дувр, 5-й барон Хансдон (1608 — 26 мая 1677), старший сын предыдущего[5].

## Бароны Хансдон (продолжении креации 1559 года)
- 1677—1692: Полковник Роберт Кэри, 6-й барон Хансдон (ум. 1692), сын полковника сэра Горацио Кэри, внук сэра Роберта Кэри (ум. 1582/1583), правнук сэра Эдмунда Кэри (1558—1637), младшего сына 1-го барона[6]
- 1692—1702: Роберт Кэри, 7-й барон Хансдон (ум. 11 сентября 1702), сын Эрнеста Кэри (1621—1680), внук сэра Роберта Кэри (ум. 1582), правнук сэра Эдмунда Кэри (1558—1637), младшего сына 1-го барона[7]
- 1702—1765: Уильям Фердинанд Кэри, 8-й барон Хансдон (14 января 1684 — 12 января 1765), сын Уильяма Кэри (ум. 1683), внук подполковника Фердинандо Кэри (ум. 1662), правнук сэра Роберта Кэри (ум. 1582/1583), праправнук сэра Эдмунда Кэри (1558—1637), младшего сына 1-го барона[8].

## Бароны Хансдон, вторая креация (1923)
- 1923—1935: Герберт Кокейн Гиббс, 1-й барон Хансдон (14 мая 1854 — 22 мая 1935), четвертый сын Генри Хаска Гиббса, 1-го барона Олденема (1819—1907)[9]
- 1935—1969: Капитан Уолтер Дюрант Гиббс, 2-й барон Хансдон (11 августа 1888 — 30 мая 1969), старший сын предыдущего, 4-й барон Олденем с 1939 года[10]
- 1969—1986: Энтони Дюрант Гиббс, 5-й барон Олденем, 3-й барон Хансдон (18 мая 1922 — 25 января 1986), второй сын предыдущего[11]
- 1986 — настоящее время: Вайкери Тайсер Гиббс, 6-й барон Олденем, 4-й барон Хандсон (род. 9 июня 1948), старший сын предыдущего[12]
  - Наследник титула: достопочтенный Хамфри Уильям Фелл Гиббс (род. 31 января 1989), старший сын предыдущего[13].